# ロベルト・エドゥアルド・ビオラ

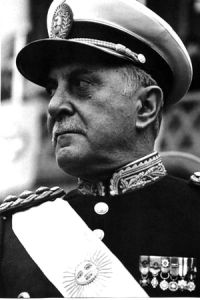
ロベルト・エドゥアルド・ビオラ(1981年)

ロベルト・エドゥアルド・ビオラ（Roberto Eduardo Viola, 1924年10月13日 - 1994年9月30日）はアルゼンチンの軍人で、1981年3月29日から12月11日までの間、軍事独裁政権（国家再編成プロセス）のアルゼンチン大統領を短期間務めた 。

## 生い立ち
1924年10月13日、ロベルト・エドゥアルド・ビオラ・プレヴェディーニとして生まれる。両親はイタリアからの移民であるアンジェロ・ビオラ（Angelo Viola）とローザ・マリア・プレヴェディーニ（Rosa Maria Prevedini）。両親共にパヴィーア県のカザティズマ出身である。

## アルゼンチン大統領として

### 経済政策
ビオラはロレンツォ・シゴーを財務大臣に任命し、シゴー（と彼の弟子ドミンゴ・カバロ）がビデラ時代の大臣ホセ・アルフレド・マルティネス・デ・ホズの経済政策の一部を覆す方法を模索している事が明らかになった。特に注目すべきは、シゴーは「ドルに賭ける者は負ける」と自慢した後、スライド為替相場制を放棄し、ペソを切り下げた事である。アルゼンチンは、プラタ・ドゥルセ（「甘いお金」）の時代の行き過ぎでビオラの地位が不安定化した後、景気後退に備えていた。
また、ビオラは軍内部の内紛の犠牲者でもあった。エミリオ・エドゥアルド・マセラは海軍司令官を解任された後、自分の政治的な居場所を探し始め、政権によって強制収容所に収容されていた政治犯を強制的に無給で雇っていた。フンタの支持者の主流は、マセラの計画や、より「ポピュリスト的」な経済政策を実現しようとするいかなる試みにも強く反対していた。

### 外交政策
カーター政権が、冷戦の同盟国であるアルゼンチンとの関係を悪化させたと主張し続け、カーター政権が公式に非難を続けたアルゼンチンの人権問題への追及を止めたロナルド・レーガンの政策のもとでアメリカ合衆国とアルゼンチンの関係が大きく改善した。

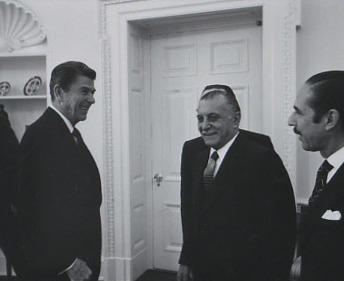
1981年3月17日、ビオラはホワイトハウスで駐米アルゼンチン大使ホルヘ・アントニオ・アハ・エスピルとともにロナルド・レーガンと会談した。

関係の改善により、アルゼンチンの情報機関はアメリカの中央情報局（CIA）との協力関係のもとで、ニカラグアのサンディニスタ政権に抵抗するコントラへの支援をおこなった。例えば、第601情報大隊はホンジュラスのレパテリケ基地でコントラの訓練にあたった。また、アルゼンチンはグアテマラ、エルサルバドル、ホンジュラスの部隊に、軍事顧問・訓練・物質的な支援をおこない、アメリカが支援するチャーリー作戦の一環として現地の反政府勢力の鎮圧にあたった。

### クーデターで失脚
ビオラは求心力が大幅に減退し、1981年12月、陸軍最高司令官レオポルド・ガルティエリ中将率いる軍事クーデターによって失脚した。公式な説明ではビオラの健康問題が理由とされた。ガルティエリはすぐにロベルト・アレマンを財務大臣に任命し、フォークランド戦争の準備と追求を指揮した。

## 晩年
1983年に軍事政権が崩壊し、ラウル・アルフォンシンが当選した後、ビオラは逮捕され、汚い戦争中に軍事評議会が行った人権侵害の罪で裁かれ、17年の懲役を言い渡された。獄中で健康状態が悪化したため、ビオラは1990年にカルロス・メネムによって、フンタのメンバー全員とともに恩赦された。1994年9月30日、70歳の誕生日の2週間前に没した。